# المحاكمة الفدرالية لدونالد ترامب
المحاكمة الفدرالية لدونالد ترمب هي قضية جنائية فيدرالية مُعلَّقة ضد دونالد ترمب، الرئيس الخامس والأربعين للولايات المتحدة، ومساعده الشخصي وخادمه، والت ناوتا. قُدِّمَت في 8 حزيران/يونيو 2023 في محكمة المقاطعة الفيدرالية في مدينة ميامي لائحة الاتهام أمام هيئة المحلفين الكبرى والتي تضمَّنت 37 تهمةً جنائيةً ضد ترمب تتعلَّقُ بـ «سوء تعامله المزعوم» مع وثائق سرية عقبَ انتهاء فترة رئاسته. تتعلَّق 31 تهمة ضمنَ الـ 37 الموجَّهة للرئيس الأمريكي السابق بما يُعرَف بقانون التجسس، فيما تشملُ التهم المتبقيّة الإدلاء ببيانات كاذبة والمشاركة في مؤامرة لعرقلة العدالة. تُعتبر هذه القضية المرفوعة ضدّ ترمب بما تشمله من لائحة اتهامات وغيرها أول لائحة اتهام فيدرالية تصدر في حقّ أو ضدّ رئيس أمريكي سابق، أمّا بالنسبة للأخير فقد دافعَ خلال توجيه الاتهامات إليه رسميًا في 13 حزيران/يونيو بالقولِ أنه «غير مذنبٍ في جميع التهم الموجهة إليه».

## خلفية
بموجبِ قانون السجلات الرئاسية، فإنّه يتوجَّبُ نقل الوثائق الرئاسية إلى إدارة الأرشيف والوثائق الوطنية بحلول نهاية فترة ولاية الرئيس. انتهت ولاية ترمب رسميًا في كانون الثاني/يناير 2021، وبعدها بحوالي خمسة أشهر وتحديدًا في وقتٍ ما من شهر أيار/مايو 2021، علمت إدارة الأرشيف والوثائق الوطنية بالوثائق المفقودة من إدارة ترمب محاولةً استعادة الوثائق التي اكتشفت أنها نُقلت «بطريقة غير صحيحة» إلى مساكن ترمب في منطقتي مارا لاغو ونادي بدمينستر. حصلَ مكتب التحقيقات الفيدرالي في وقتٍ لاحقٍ على أدلةٍ تثبتُ تورُّطَ ترمب شخصيًا في نقلِ الوثائق.
بعد المطالبات المتكررة بإعادة الوثائق وتحذير فريق ترمب من إحالةٍ محتملةٍ إلى وزارة العدل، استرجعت إدارة الأرشيف والوثائق الوطنية ما مجموعهُ 15 صندوقًا من المستندات في كانون الثاني/يناير 2022. اكتشفت إدارة الأرشيف والوثائق الوطنية أنَّ الصناديق التي استرجعتها من فريق ترمب تحتوي على معلومات سرية، فأبلغت وزارة العدل في 9 شباط/فبراير 2022، ما دفعَ مكتب التحقيقات الفيدرالي في 30 آذار/مارس 2022 إلى فتحِ تحقيقٍ في تعامل ترمب مع الوثائق الحكومية. أصدرت هيئة محلفين كبرى في أيار/مايو من عام 2022 مذكرة استدعاء بشأنِ أيِّ مستنداتٍ متبقية في حوزة ترمب، وأكَّدَ الأخير أنه سيُعيد جميع المستندات المتبقية في الثالث من حزيران/يونيو 2022. حصل مكتب التحقيقات الفيدرالي بعد ذلك على دليلٍ أثبتَ أنَّ ترمب لم يفِ بما وردَ في أمر الاستدعاء ولا زالَ يمتلكُ مستنداتٍ إضافية وأنه نقل عن قصدٍ مستندات معيّنة أو محدَّدة لإخفائها عن محاميه وعن مكتب التحقيقات الفيدرالي خاصّة بعد إصدار أمر الاستدعاء.

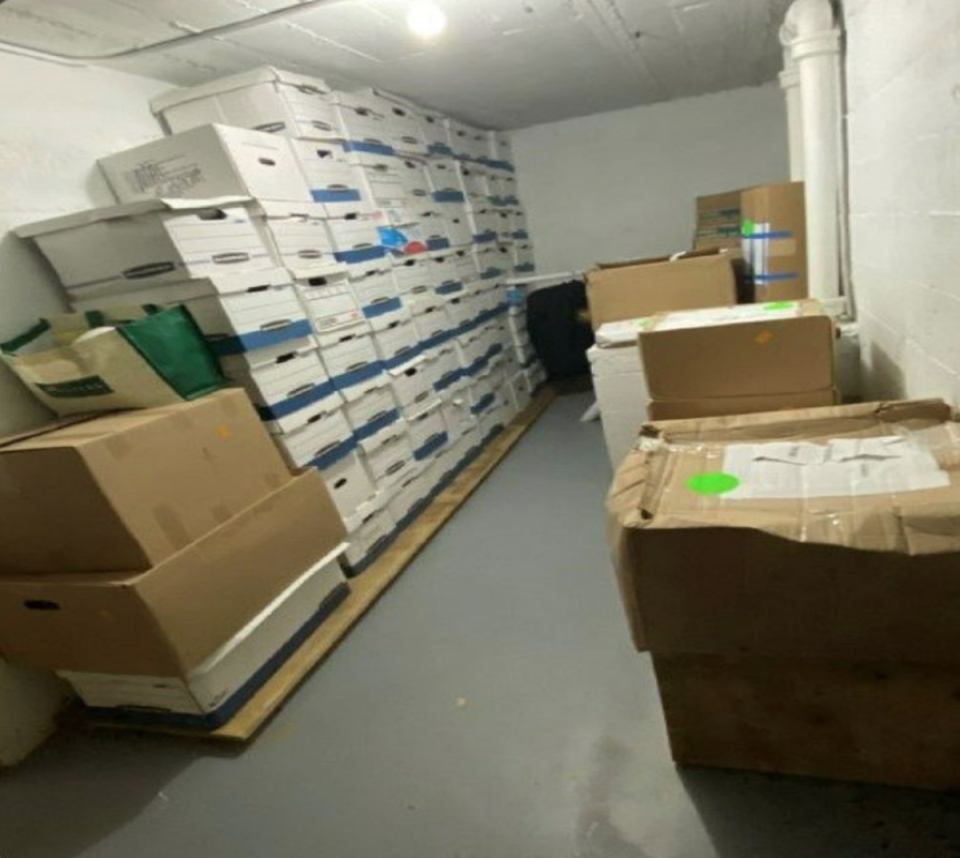
مجموعة من الصناديق التي تحوي مستندات والتي عثرَ عليها مكتب التحقيقات الفيدرالي في مارا لاغو عقبَ تفتيش مقرّ الرئيس الأمريكي السابق دونالد ترمب.

دفعت كلُّ هذه الأحداث مكتب التحقيقات الفيدرالي إلى البحثِ عن مارا لاغو في 8 آب/أغسطس 2022، حيث استعادَ المكتب الفيدرالي أكثر من 13,000 وثيقة حكومية، من بينهما 325 وثيقة لها علاقة بأسرار الدفاع الوطني وهي الأسرار التي جاءَ ما يُعرف في الولايات المتحدة بقانون التجسس ليحميها ويُوضِّح طرق التعامل معها. تولَّى في تشرين الثاني/نوفمبر 2022 التحقيق الذي قاده مكتب التحقيقات الفيدرالي مكتَب محامي خاص تحت إشراف المحامي جاك سميث والذي عُيّنَ من قبل المدعي العام ميريك جارلاند للتحقيقِ أكثر في القضيّة، وقد تمكَّن مكتب سميث من الوصول لعددٍ من الأدلّة فيما يخصُّ هذه القضية.

## القضية

### لائحة الاتهام
سلَّمت هيئة المحلفين الكبرى لائحة الاتهام مختومةً في الثامن من حزيران/يونيو 2023، وقد كُشفَ عن لائحة الاتهام في اليوم التالي، حيثُ قدم المحامي الخاص جاك سميث بيانًا موجزًا أكد فيه على جدية التهم، مع افتراض براءة المتهم، وذكر أن مكتبه سيسعى إلى محاكمة سريعة. تنقسمُ قائمة التهم بين 37 ضدّ ترمب و6 ضد والت ناوتا وتتعلَّقُ بالاحتفاظ عمدًا بوثائق تخصُّ الأمن القومي في انتهاك لقانون التجسس، فضلًا عن تهم أخرى تتعلّق بالإدلاء ببيانات كاذبة، وعرقلة سير العدالة، والتآمر.
ترمب (37 تهمة):
- 31 تهمة تتعلَّقُ بالاحتفاظ بوثائق تخصُّ الأمن القومي والإخفاق في تسليمها بموجب قانون التجسس.

تقعُ كل تهمة من التهم الـ 31 في مستند منفصل، وبحسب لائحة الاتهام فإنّ الوثائق المتهَم بسببها ترمب حوت معلوماتٍ حول توثيق لأسلحة نووية أمريكية، الهجمات والخطط والقدرات العسكرية لبعض الدول الأجنبيّة والتأثيرات على المصالح الأمريكية، القدرات النووية لبعض الدول الأجنبية، الدعم الأجنبي للأنشطة الإرهابيّة، الاتصالات مع القادة الأجانب، الأنشطة العسكرية الأمريكية، فضلًا عن الإحاطات الإعلامية اليومية للاستخبارات الخارجية للبيت الأبيض.
- 5 تهم تتعلق بالتآمر لعرقلة العدالة وحجب الوثائق والسجلات.[11]
- تهمة واحدة تخصُّ الإدلاء ببيانات كاذبة.

ناوتا (6 تهم):
- 5 تهمٍ تتعلق بالتآمر لعرقلة العدالة وحجب الوثائق والسجلات.[11]
- تهمة واحدة تخصُّ الإدلاء ببيانات كاذبة.

زعمت لائحة الاتهام أن الوثائق السرية التي احتفظَ بها ترمب تضمَّنت معلوماتٍ حول القدرات الدفاعية والأسلحة لكل من الولايات المتحدة والدول الأجنبية، والبرامج النووية للولايات المتحدة، ونقاط الضعف المحتملة للولايات المتحدة وحلفائها في مواجهة هجوم عسكري، وخطط للانتقام ردًا على هجوم أجنبي.
تضمَّنَ ملفُّ لائحة الاتهام صورًا تُظهر صناديق تحتوي على معلومات سرية في قاعة رقص وحمام وفي مساحة مكتب فضلًا عن وجود صناديق أخرى في غرفة نوم وغرفة تخزين وكلها في منزل ترمب في فلوريدا. تضمَّنت المستندات نُسخًا من تسجيل صوتي قِيل إنه لترمب يعود لتموز/يوليو 2021 وفيه يتحدثُ لناشر كتبٍ وكاتبٍ وموظفَين اثنيين عن خطة هجوم عسكرية أمريكية سرية ضدّ دولة ما. ذكرت تقارير إخبارية أن الدولة المستهدفة التي كان يتحدثُ عنها ترمب هي إيران، وأنّ حديثه هذا جاء في سياق الشكوى من أنَّ الجنرال مارك ميلي، رئيس هيئة الأركان المشتركة، صوَّره بشكل غير عادل لوسائل الإعلام. زعمت جريدة الغارديان البريطانيّة أنه وفي خريف عام 2021، أظهرَ ترمب خريطة عسكرية سرية لممثل لجنة العمل السياسي الخاصة به وهو الذي لم يكن لديه تصريحٌ أمني للاطلاع على مثلِ هذه الخرائط.

### الاتهام
استقالَ محاميا ترمب جيم تراستي وجون راولي في اليوم التالي لقرار اتهام ترمب، فعيَّن الأخير تود بلانش مساعد المدعي العام الأمريكي السابق في مكتب المدعي الفيدرالي في مانهاتن وهو نفسه الذي يمثل أيضًا ترمب في محاكمته من قبل المدعي العام لمنطقة مانهاتن.
عُيّت القاضية الفيدرالية أيلين كانون – والتي كانَ قد عينها ترمب في هذا المنصب عام 2020 – بشكل عشوائي لرئاسة المحاكَمة، وهي القاضية التي كانت قد أصدرت سابقًا أحكامًا غير مسبوقة لصالح ترمب في عام 2022، وهو ما أعاق مؤقتًا تحقيقات مكتب التحقيقات الفيدرالي.
وصلَ ترمب إلى ميامي في اليوم السابق لتوجيه الاتهام بشكلٍ رسمي إليه، وخلالَ جلسة الاتهام في 13 حزيران/يونيو جادلَ ترمب عبر محاميه يلانش بأنه غير مذنب في جميع التهم الـ 37 الموجَّهة له. أُطلقَ سراح الرئيس الأمريكي السابق رفقة ناوتا، كما صدرت تعليماتٌ لترمب بعدم التحدث إلى أي شهودٍ في القضية، بما في ذلك ناوتا نفسه.

## الرد على لائحة الاتهام

### ترمب
بعد لائحة الاتهام، صعَّدَ ترمب وحلفاؤه داخل الحزب الجمهوري من هجماتهم على مكتب التحقيقات الفيدرالي ووزارة العدل والمدعين الفيدراليين، الذين ندَّدَ بهم ترمب في خطابٍ ألقاهُ أمام الحزب الجمهوري في جورجيا واصفًا إيّاهم بـ «الجبناء» (بالإنجليزية: Cowards) و«الفاشيين والبلطجية» (بالإنجليزية: Fascist and thugs) و«القوات الشريرة» (بالإنجليزية: Sinister forces).

### الجمهوريون
ردَّ العديد من الجمهوريين في الكونجرس على لائحة الاتهام بالقولِ إنَّ ترمب كان مستهدفًا لأغراض سياسية من قبل وزارة العدل «المجيّشة» من قِبل الرئيس جو بايدن، على الرغم من أن مستشارًا خاصًا مستقلًا أشرفَ على التحقيق وبناءً عليه اتخذت هيئة المحلفين قرار الاتهام. دعمَ رئيس مجلس النواب كيفن مكارثي، وزعيم الأغلبية ستيف سكاليس، ورئيس المؤتمر الجمهوري إليز ستيفانيك بالإضافة إلى السناتور جي دي فانس الرئيس السابق ترمب في وجهِ الدعوى الفدراليّة الموجَّهة ضده.
سُرعانَ ما انخرطَ حلفاء ترمب في خطابٍ عنيفٍ بعد لائحة الاتهام، وحيثُ وصفوا لائحة الاتهام بأنها «إعلان حرب» (بالإنجليزية: Act of war) داعيين إلى الانتقام، في حين أدلى عضو الكونغرس الجمهوري آندي بيغز، والمرشح المؤيد لترمب في مجلس النواب جو كينت، والمرشح الجمهوري السابق لمنصب حاكم ولاية أريزونا كاري ليك بإشاراتٍ إلى استخدام العنف في ردود فعلهم على لائحة الاتهام الفيدرالية.
التزمَ معظم أعضاء الفريق الجمهوري في مجلس الشيوخ، بما في ذلك زعيم الأقلية ميتش ماكونيل و‌ جون ثون الصمت بشأن لائحة الاتهام، وقال السناتور ميت رومني من ولاية يوتا في بيانٍ إنَّ ترمب «وجَّه هذه التهم لنفسه... برفضه مجرد إعادتها عندما أتيحت له فرصٌ عديدةٌ للقيام بذلك». كتبَ النائب الأمريكي السابق آدم كينزينجر، وهو منتقد جمهوري لترمب: «اليوم يتمُّ تحقيق العدالة. لا أحد فوق القانون. الرئيس السابق سيُحاسّب وسيحصل على محاكمة عادلة»، فيمَا قال المدعي العام السابق، وليام بار، إنه من السخف تقديم ترمب على أنه ضحية ما وصفها بـمطاردة ساحرات مؤكّدًا: «إنها لائحةُ اتهامٍ مفصَّلة للغاية. وهو أمر مروّع ... إنه ليس ضحية هنا».

### الديموقراطيون
أصدرت القيادة الديمقراطية في الكونجرس على لسانِ زعيم الأغلبية في مجلس الشيوخ تشاك شومر وزعيم الأقلية في مجلس النواب حكيم جيفريز بيانًا حثَّت فيه منتقدي ترمب ومؤيديه على السماح للقضية «بالمضي قدمًا بسلام»، فيما رفضَ الرئيس بايدن التعليق على لائحة الاتهام.